# Lincoln (film)
Lincoln je americké historické filmové drama. Jeho režisérem je Steven Spielberg a pojednává o americkém prezidentovi Abrahamu Lincolnovi, kterého ve filmu ztvárnil Daniel Day-Lewis. Představen byl 8. října 2012 na Newyorském filmovém festivalu. Scénář napsal Tony Kushner podle knihy Doris Kearnsové Goodwinové. Film byl nominován na dvanáct cen akademie.